# Troy (Indiana)
Pour les articles homonymes, voir Troy (homonymie).
Troy est une municipalité américaine située dans le comté de Perry en Indiana. Lors du recensement de 2010, sa population est de 385 habitants.

## Géographie
Troy se trouve sur la rive nord de l'Ohio, à la frontière avec le Kentucky.
Selon le Bureau du recensement des États-Unis, la municipalité s'étend en 2010 sur une superficie de 0,32 mille carré (0,83 km2).

## Histoire

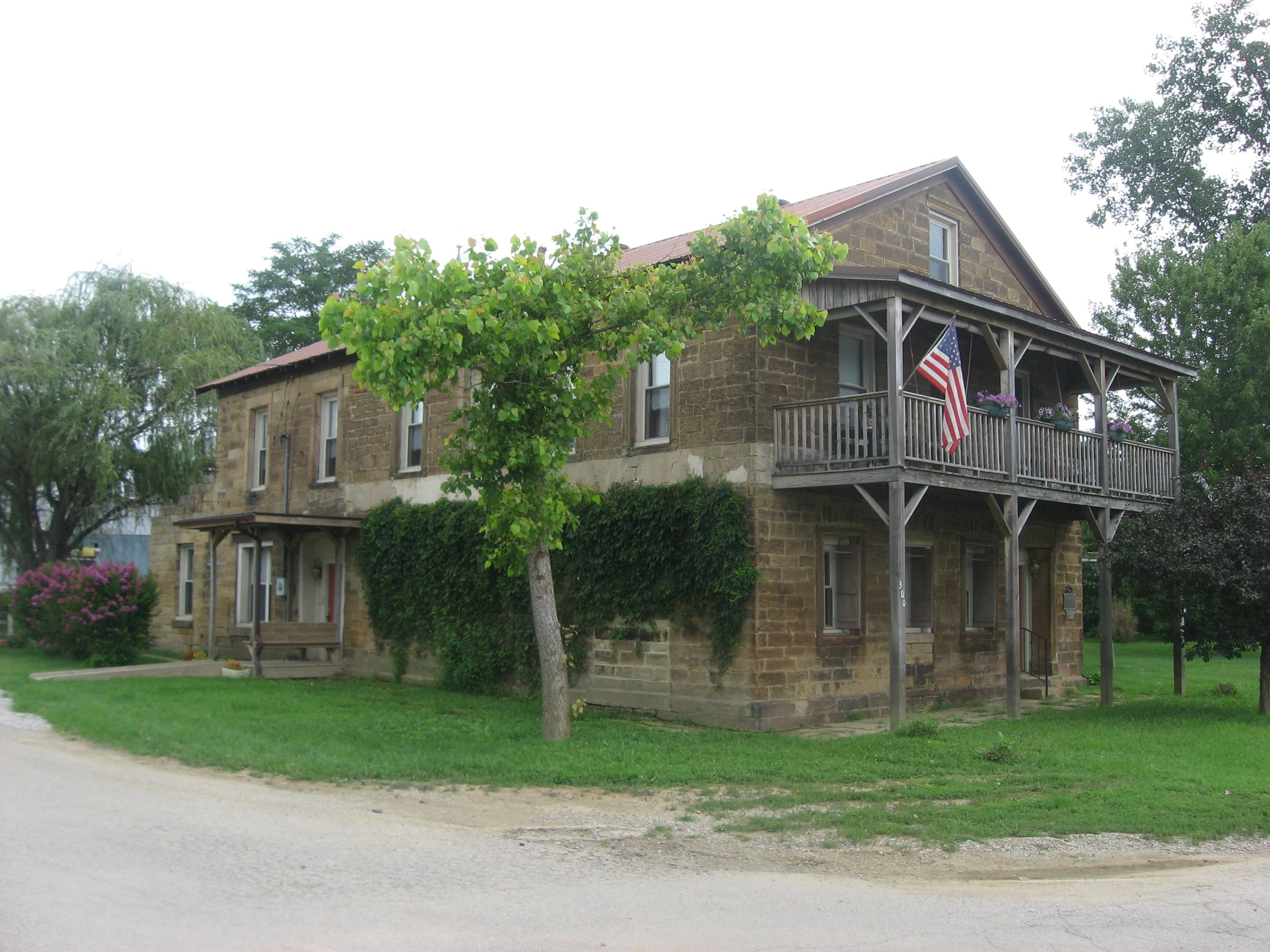
La Nester House.

Un port est fondé en 1804 à la confluence des rivières Anderson (en) et Ohio. Une localité s'y forme et adopte le nom de la ville antique de Troie ou du juge Alexander Troy de Salisbury (Caroline du Nord). Troy se développe en devenant un centre d'échanges fluvial.
Lors de la création du comté de Perry en 1814, Troy en devient le siège. La ville est officiellement fondée en 1815. Elle perd le statut de siège du comté au profit de Rome (en) en 1818. Troy devient une municipalité en 1837.
La Nester House, construite vers 1863, est inscrite au Registre national des lieux historiques. Elle servit longtemps de lieu de restauration pour les voyageurs sur l'Ohio.